# 赤眉軍

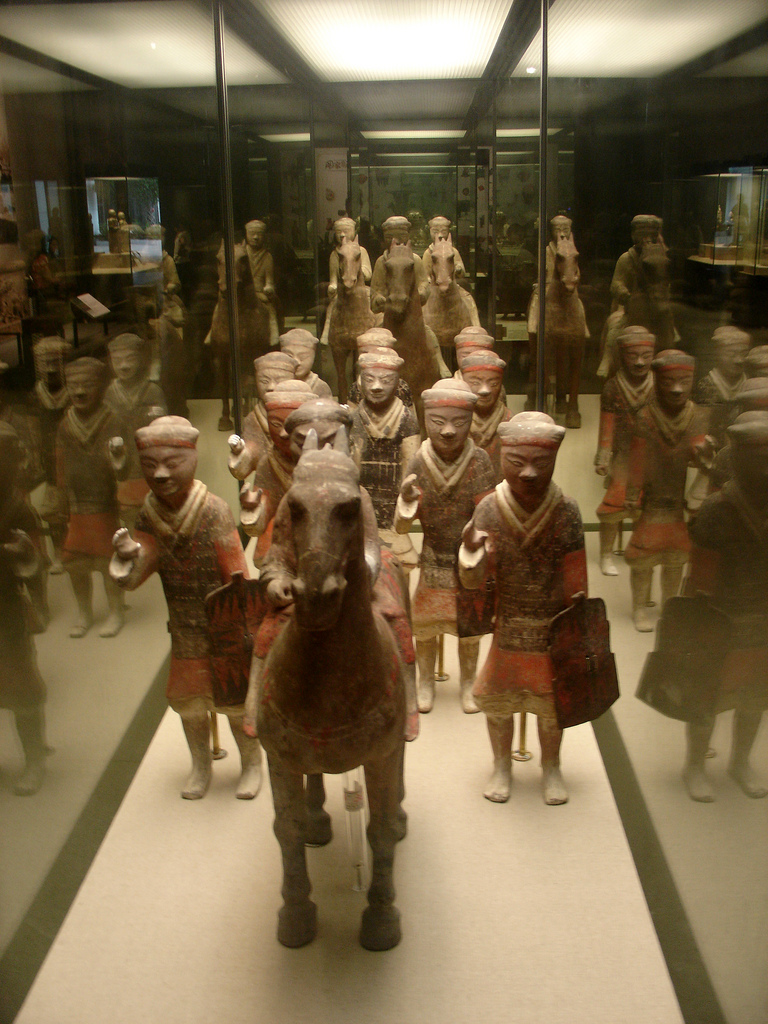
赤眉軍の兵士たちの模型

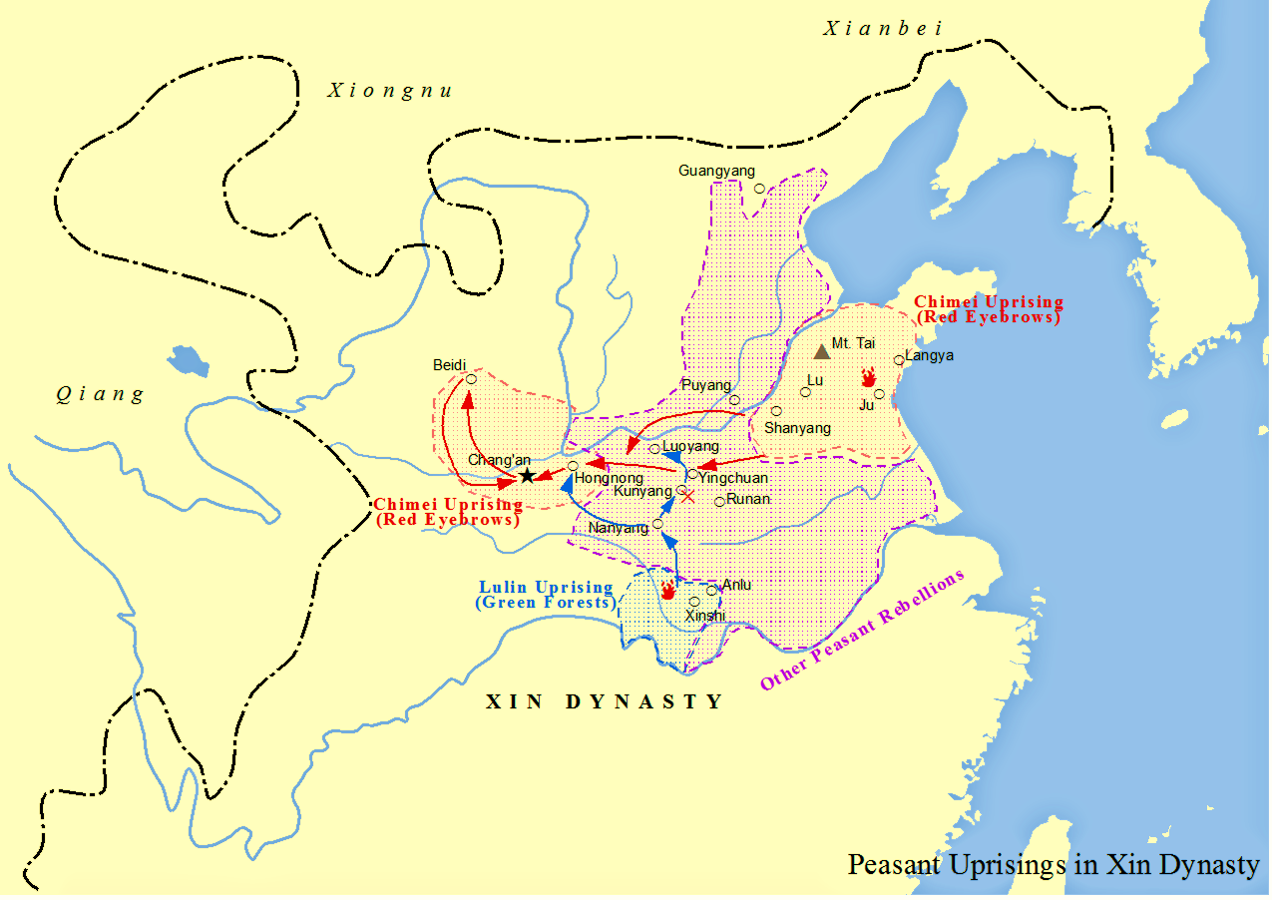
緑林軍と赤眉軍の移動経路と活動地域

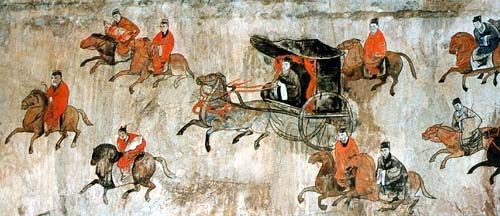

赤眉軍（せきびぐん）は、新朝末に発生した農民反乱軍の名称。眉を赤く染め政府軍と区別したことから赤眉軍と称される。

## 概要
天鳳元年（14年）、琅邪郡海曲県（現在の山東省日照市東港区）で酒造で財を築いた家の呂母なる老女の息子の呂育は県庁に勤めていたが小罪を問われて上司の県宰（県の長官、県令からの改称）に処刑された。呂母はこの県宰を怨み、息子の仇を討つことを謀る。もとよりあった資産を用い、若年者らに酒をツケで与え、衣服を貸し与えた。数年してその資産が尽きた時、若年者らはツケを払おうとし、呂母は県宰への復讐を告げる。若年者らは仇討ちに加担し、ついには数千もの人員を集め県宰に対して反乱を起こす。呂母は県宰を殺害した後に死去するが、一旦集まった者達は法が過酷であり賦税が重いことを理由に解散せず、天鳳5年（18年）に海曲県の西、莒県（現在の山東省日照市莒県）で蜂起し、琅邪出身の樊崇を指導者とする反乱軍に合流した。泰山の山岳部を拠点に政府軍に対抗し、数年後には数万人の軍勢を擁するに至る。構成員の殆どが農民出身であり、多くは文盲であることから口頭での伝令が組織内の連絡手段となっていた。組織の最高を三老、次を従事、卒史などの名称を使用したが、大部分は漢代の郷官の名称を援用していた。
赤眉軍の勢力拡大に対抗すべく、地皇3年（22年）、王莽は王匡・廉丹に約10万の兵を与え赤眉軍討伐を行うが失敗、この時点で赤眉軍の勢力は10万を越え、青州・徐州・兗州・豫州の各地に影響力を及ぼしていた。更始元年（23年）春、劉玄が即位（更始帝）、同年秋には長安に入った。赤眉軍は一度は更始帝へ帰順したが、列侯に叙された上層部も封地が定まらず、その兵は離反し始めたため、更始帝と対立。建武元年（25年）、赤眉軍は樊崇と徐宣が関中に侵攻し、漢宗室の劉盆子を皇帝に擁立、文字の読めた徐宣を丞相に、樊崇は御史大夫となった。また、更始帝の軍内部で権力闘争があり、王匡が赤眉軍に投降すると赤眉軍は長安に入城。投降した更始帝を殺害した。
しかし、長安入城を果たした時点で赤眉軍はその規模の維持が限界に達しており、各地に食料を求めて移動する状況にあった。この移動の最中、隴右への行軍時に大雪に見舞われ、甚大な被害を受けたために進路を東に変える。その後、長安に戻ると、苦戦する赤眉軍は関中の放棄を決めた。建武3年（27年）に崤底（現在の河南省洛陽市洛寧県）で光武帝の将軍馮異の軍に敗れ、宜陽で待ち構えていた光武帝本軍に樊崇らは投降する。その後、樊崇らは再度挙兵を謀るも露見して殺害され、赤眉軍は消滅した。ただ、徐宣・楊音のふたりは、帰郷して平穏に余生を送っている。

## 関連人物
- 赤眉軍の頭領・部将

　樊崇　逄安　徐宣　謝禄　楊音　董憲　力子都
- 劉盆子政権の重鎮

　劉盆子　諸葛穉　張卬　廖湛　劉恭